# Tang Qianting
Tang Qianting (chinesisch 唐钱婷; * 14. März 2004 in Shanghai) ist eine chinesische Schwimmerin. Die Spezialistin im Brustschwimmen gewann bei Olympischen Spielen zwei Silbermedaillen und eine Bronzemedaille. Bei Weltmeisterschaften erhielt sie auf der 50-Meter-Bahn bis 2024 einmal Gold und einmal Silber sowie auf der 25-Meter-Bahn einmal Gold und einmal Bronze. Bei Asienspielen erschwamm sie eine Goldmedaille.

## Sportliche Karriere
Tang Qianting schied bei den 2021 ausgetragenen Olympischen Spielen in Tokio im Zwischenlauf über 100 Meter Brust aus. Die chinesische 4-mal-100-Meter-Lagenstaffel mit Peng Xuwei, Tang Qianting, Zhang Yufei und Yang Junxuan erreichte den vierten Platz mit anderthalb Sekunden Rückstand auf die drittplatzierten Kanadierinnen. Ende 2021 wurde Tang Qianting bei den Kurzbahnweltmeisterschaften in Abu Dhabi Fünfte mit der 4-mal-50-Meter-Lagenstaffel. Über 100 Meter Lagen schied sie im Halbfinale aus. Über 100 Meter Brust gewann sie den Titel mit 0,03 Sekunden Vorsprung vor der Schwedin Sophie Hansson. Die 4-mal-100-Meter-Lagenstaffel mit Peng Xuwei, Tang Qianting, Zhang Yufei und Cheng Yujie belegte hinter den Schwedinnen und den Kanadierinnen den dritten Platz, wobei die Chinesinnen 0,05 Sekunden Rückstand auf das kanadische Quartett hatten.
2022 bei den Weltmeisterschaften in Budapest wurde Tang Qianting Siebte über 100 Meter Brust und Vierte über 50 Meter Brust. Mit der chinesischen Lagenstaffel belegte sie den sechsten Rang. Ende 2022 bei den Kurzbahnweltmeisterschaften in Melbourne wurde Tang Qianting Vierte über 50 und 100 Meter Brust sowie Fünfte über 200 Meter Brust. Dabei fehlte über 100 Meter Brust nur eine Hundertstelsekunde zur Bronzemedaille. Zum Abschluss der Wettbewerbe wurde sie Siebte mit der Lagenstaffel.
Ein halbes Jahr später bei den Weltmeisterschaften 2023 in Fukuoka schied Tang Qianting über 100 Meter Brust im Vorlauf aus. Über 50 Meter Brust wurde sie Sechste. Die Lagenstaffel mit Wan Letian, Tang Qianting, Zhang Yufei und Cheng Yujie erreichte den vierten Platz mit 0,45 Sekunden Rückstand auf die drittplatzierten Kanadierinnen. Bei den im Herbst 2023 ausgetragenen Asienspielen in Hangzhou gewann Tang Qianting den Titel über 50 Meter Brust.
Im Februar 2024 bei den Weltmeisterschaften in Doha siegte Tang Qianting über 100 Meter Brust mit 0,55 Sekunden Vorsprung vor der zweitplatzierten Tes Schouten aus den Niederlanden. Über 50 Meter Brust siegte die Litauerin Rūta Meilutytė mit 0,11 Sekunden Vorsprung vor Tang, die neuen Asienrekord schwamm. Die Lagenstaffel mit Sun Mingxia, Tang Qianting, Yu Yiting und Ai Yanhan hatte als Vierte fast drei Sekunden Rückstand auf die drittplatzierten Kanadierinnen. Fünf Monate später bei den Olympischen Spielen in Paris gewann über 100 Meter Brust die Südafrikanerin Tatjana Smith mit 0,26 Sekunden Vorsprung vor Tang Qianting. 0,05 Sekunden hinter der Chinesin erreichte die Irin Mona McSharry als Dritte das Ziel. Die chinesische Lagenstaffel mit Wang Xueer, Tang Qianting, Yu Yiting und Wu Qingfeng schwamm die drittschnellste Vorlaufzeit. Im Endlauf waren Wan Letian, Tang Qiantin, Zhang Yufei und Yang Junxuan drei Sekunden schneller als die Vorlaufstaffel. Es siegte das Quartett aus den Vereinigten Staaten vor den Australierinnen und den Chinesinnen, die Kanadierinnen wurden diesmal nur Vierte. Die 4-mal-100-Meter-Mixed-Lagenstaffel erreichte das Finale in der Besetzung Xu Jiayu, Tang Qianting, Zhang Yufei und Pan Zhanle mit der drittbesten Vorlaufzeit. Im Finale wurden Xu Jiayu, Qin Haiyang, Zhang Yufei und Yang Junxuan Zweite mit 0,12 Sekunden Rückstand auf das US-Quartett. Alle sechs Beteiligten erhielten eine Silbermedaille.